# Rico Vetterli
Rico Vetterli ist ein ehemaliger Schweizer Skeletonsportler.
Rico Vetterli gehörte in den Saisons 1998/99 und 1999/2000 zum Schweizer Nationalkader und startete im Skeleton-Weltcup. Sein erstes Rennen bestritt er im November 1998 in Calgary, wo er Elfter wurde. Schon im nächsten Rennen konnte er als Achter in Winterberg erstmals unter die besten zehn fahren. Es war zugleich die beste Weltcup-Platzierung, die er 1990 in Cervinia nochmals wiederholen konnte. Zweimal nahm er an Skeleton-Weltmeisterschaften teil. 1989 wurde er in St. Moritz auf seiner Heimbahn Neunter, 1990 in Königssee 18. National gewann er 1989 in St. Moritz hinter Alain Wicki und Markus Kottmann die Bronzemedaille bei den Schweizer Meisterschaften. 1990 beendete er seine Karriere.